# Hans-Dieter Riechel
Hans-Dieter Riechel (* 18. Dezember 1934 in Benneckenstein (Harz); † 2. Dezember 2014 in Wernigerode) war ein deutscher Biathlet.
Hans-Dieter Riechel lief während seiner aktiven Zeit für die SG Dynamo Zinnwald. 1962 gewann er bei den DDR-Meisterschaften hinter Günter Baake und Egon Schnabel die Bronzemedaille. Ein Jahr später wurde er mit Helmut Klöpsch, Dieter Ritter und Heinz Kluge im Militärpatrouillenrennen mit der Mannschaft von Dynamo Zinnwald Meister. Zudem gewann er den Titel im Einzel, was er auch 1964 wiederholen konnte. Im selben Jahr trat er auch bei den Olympischen Winterspielen von Innsbruck an und belegte im Rennen über 20 Kilometer den 21. Platz.
Von 1965 bis 1979 war er als Trainer bei der SG Rehefeld tätig. Danach arbeitete er als Oberförster in Schierke, wo er auch Mitglied der SG Schierke war. Später zog er nach Wernigerode, wo er wenige Tage vor seinem 80. Geburtstag verstarb.